# Radu Lupu
Radu Lupu (Galati, Romania, 30 de novembre de 1945 - Lausana, Suïssa, 17 d'abril de 2022) va ser un pianista i concertista de reconeixement internacional en la interpretació de compositors de l'escola austroalemanya, com Wolfgang Amadeus Mozart, Ludwig van Beethoven, Franz Schubert i Johannes Brahms, entre d'altres. No obstant això, també són destacables les seves interpretacions de Bartók, Debussy, Enescu i Janáček.

## Biografia

### Anys de joventut i formació
Radu Lupu neix en una comunitat jueva de Galati el 1945, fill de Meyer i Anna (Gabor) Lupu. Tot i que els seus pares no tenien cap educació musical, als sis anys inicia els seus estudis de piano amb Lia Busuioceanu. Debutà al piano als dotze anys interpretant composicions pròpies ja que desitjava ser un compositor reconegut en el futur. No obstant això, els següents quatre anys serien clau per decantar-lo més cap al camí de la interpretació en el piano. Va estudiar el Batxillerat a la Popular School of the Arts a la ciutat de Brassov, Transsilvània i continuà els seus estudis pianístics al Conservatori de Bucarest amb Florica Muzicescu i Cella Delavranca.
A causa de l’aliança nominal entre Romania i la Unió Soviètica després de la Segona Guerra Mundial i el lideratge de caràcter comunista a Romania, Lupu se'n va anar a estudiar mitjançant una beca l'any 1961 amb Galina Eghyazarova, Heinrich Neuhaus, i, posteriorment, amb Stanislav Neuhaus, fill d’aquest últim, al Conservatori Estatal P.I. Tchaikovski de Moscou. Heinrich Neuhaus va ser molt influent en la formació com intèrpret de Radu Lupu, especialment en l’ensenyança de posseir una “imatge estètica” de l’obra. Posteriorment rebria classes amb la pianista Maria Curcio.

### Carrera musical
L'any 1966 va guanyar el primer premi al Van Cliburn Competition de Texas, el qual el va premiar amb una petita dotació econòmica i amb una gira internacional de concerts, en la qual debutà al Carnegie Hall de Nova York. El 1967 i el 1969 va guanyar el Concurs Internacional George Enescu i el Concurs Leeds Piano Competition respectivament. Alicia de Larrocha el catalogà com a geni, i malgrat la quantitat de concerts que se li van oferir, Radu Lupu va decidir declinar-los i continuar perfeccionant la seva tècnica pianística.

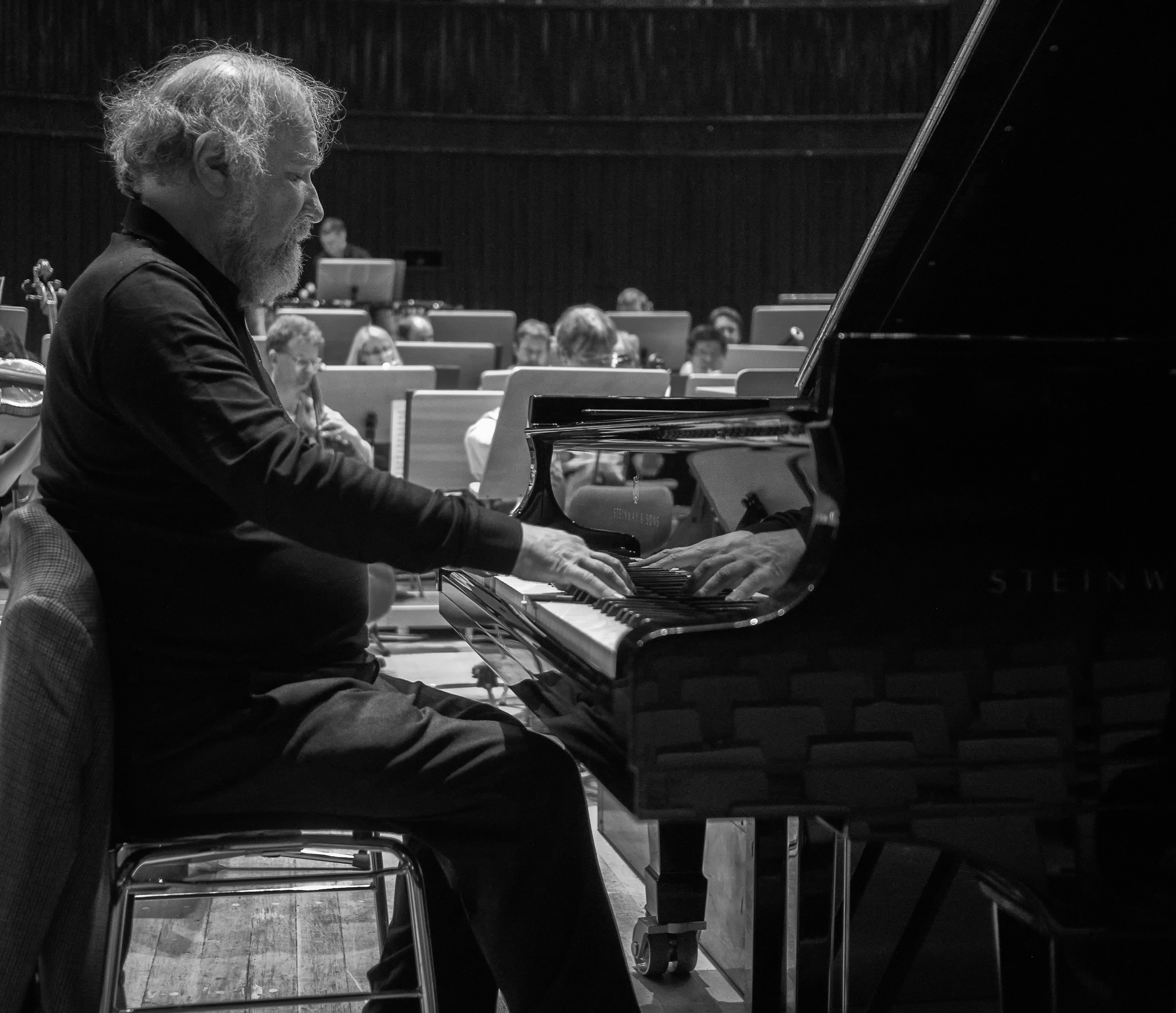
Radu Lupu a un assaig amb orquestra

L’any 1969 debutà al Queen Elizabeth Hall, el seu primer recital a Londres, amb un èxit considerable. L'any 1972, amb el seu debut amb l'Orquestra de Cleveland, dirigida per Barenboim, i després amb la Simfònica de Chicago dirigida per Giulini, Lupu va començar a ser reconegut i valorat per la crítica musical internacional. L’any 1975 estrenà el concert per a piano d'André Tchaikovsky, obra dedicada al pianista romanès. El 1978 debuta sota la direcció de Karajan amb la Filharmònica de Berlín al Festival de Salzburg.
En l’actualitat tenim a l’abast diversos enregistraments de Radu Lupu, la majoria dels quals van ser enregistrats entre els seus 25 i 35 anys. Aquests enregistraments són tant de piano sol com de cambra. Les seves col·laboracions més rellevants han sigut amb el pianista Murray Perahia, el violinista Szymon Goldberg, la soprano Barbara Hendricks i amb el pianista Daniel Barenboim.
Se'n va anar a viure a Londres i continuà fent gires amb algunes de les orquestres més prestigioses d'Europa i Nord Amèrica com l'Orquestra Filharmònica de Berlín, l'Orquestra Filharmònica de Viena, l'Orquestra Reial Concertgebouw, etc.No obstant això, mai va ser donat a fer gaires entrevistes ni moltes gires de concert. A causa del seu caràcter reservat i a la seva aversió al producte final enregistrat per la posteritat, Radu Lupu té pocs enregistraments.
Es va decidir retirar dels escenaris a finals de la temporada 2018-2019 als 73 anys.Radu Lupu va morir als 76 anys, el 17 d'abril de 2022, a Lausana, després d'una llarga malaltia.

### Vida personal
Radu Lupu també expressà certs interessos en l’àmbit de la pintura, la història, la literatura, el cinema i l’aprenentatge d’idiomes estrangers.
Se'n va anar a viure a Lausana (Suïssa) amb la seva segona dona Delia Bugarin, una violinista de l'orquestra de cambra de la ciutat.

## Premis[1][2][12]
- 1966. Primer premi al Van Cliburn Competition de Texas.
- 1967. Gran premi del Concurs Internacional George Enescu.
- 1969. Primer premi al Leeds Piano Competition de Gran Bretanya.
- 1989. Premi Franco Abbiati.
- 1995. Nederlandse Vereniging van Producenten en Importeurs van beeld- en geluidsdragers (Dutch Association of Producers and Importers of Image and Sound Media), Edison Award for Schumann: Kinderszenen, Kreisleriana, Humoresque.
- 1995. Premi Grammy a la millor interpretació solista instrumental pel seu enregistrament de Schubert: Piano Sonatas in B Flat Major and A Major.
- 2006. Premi Franco Abbiati.
- 2006. Premi Internacional Arturo Benedetti Michelangeli.

## Crítiques
Radu Lupu sempre va gaudir de bones crítiques. El crític Adrian Jack, del diari Independent, el considerà "un dels grans pianistes dels nostres temps en algunes de les millors músiques de tots els temps." Frances Wilson afirmà la rellevància de la figura de Radu Lupu a la seva mort amb les següents paraules: “ell podia crear una intensa i íntima comunió entre música i audiència, que captivava completament a l'oient”.
Malgrat això, Lupu també va lidiar amb fortes crítiques en els seus inicis, com per exemple la del crític de l'American Record Guide, Harold C. Schonberg, que fou crític amb el debut de Radu Lupu amb l'Orquestra de Cleveland el febrer de l'any 1972 essent dirigit per Barenboim. Malgrat això, el novembre de 1972 el tornà a escoltar i ja el criticà favorablement. Posteriorment, el comparà amb pianistes llegendaris com Vladimir Horowitz o Alfred Denis Cortot: "Lupu sap com donar-li forma a una melodia sense exagerar, i sols els elegits tenen aquesta facilitat i inevitable fluïdesa".
El crític de Nation Music, Edward W. Said, després d'escoltar-lo interpretar el Concert en Do menor l'any 1991 al Carnegie Hall, definí a Lupu com "certament el més fastijos i modest dels pianistes contemporanis, un intèrpret amb uns pianissimos, intel·ligència rítmica i, si, les seves escales són increïbles, però, la seva forta personalitat musical, com Orfeu, s'expressa mitjançant subestimació i quasi una reflexivitat estoica."
També va ser aclamat per pianistes de gran renom com Luganski, el qual va expressar en una entrevista del 1996 la seva admiració cap a la figura de Radu Lupu per la seva capacitat de deixar que la música parli per ella mateixa.
Posteriorment, Piero Rattalino el retratà en la seva col·lecció de discs Great Pianists of the 20th Century del 1999 com un “pintor del teclat” per la seva recerca de sonoritats i colors, aspecte molt rellevant també per a la seva professora Florica Muzicescu, que com explicava a Dragos Tanasescu, és important que l’alumne tingui aquest perfecte control sobre l’instrument i pugui extreure d’ell el to i la qualitat emotiva que vulgui.

## Discografia[19][1][2][20]
| Any  | Obres                                                               | Col·laboradors                    | Segell discogràfic         |
| ---- | ------------------------------------------------------------------- | --------------------------------- | -------------------------- |
| 1975 | Mozart: Piano Concertos No. 21 in C (K. 467) & No. 12 in A (K. 414) | English Chamber Orchestra         | London Records             |
| 1983 | Schubert: Impromptus op.90 i op.142                                 |                                   | English Decca (411 711-2)  |
| 1987 | Schubert: Sonata in A Minor, Sonata in G Major                      |                                   | English Decca              |
| 1991 | Mozart: Concertos for Two and Three Pianos                          | Murray Perahia                    | Sony Classical             |
| 1993 | Schubert: Lieder, Vol. 2                                            | Barbara Hendricks                 | EMI Classics               |
| 1994 | Schubert: Piano Sonatas D. 960 and D. 664                           |                                   | English Decca (440 295-2)  |
| 1996 | Schumann: Humoresque, Kinderszenen, Kreisleriana                    |                                   | English Decca (440 496-2)  |
| 1997 | Schubert: Grand Duo, Variations D. 813, Marches militaires          | Daniel Barenboim                  | TELDEC (0630-17146-2)      |
| 1974 | Brahms: Concierto para piano núm. 1                                 | Orquestra Filharmònica de Londres | London Records (SLA-1082)  |
| 1977 | Debussy i Franck: Sonatas para violín y piano                       | Kyung-Wha Chung                   | London Records (KIJC-9177) |